# Gammersbacher Mühle
Gammersbacher Mühle ist eine Wassermühle und ein Wohnplatz, der zur Stadt Lohmar im Rhein-Sieg-Kreis in Nordrhein-Westfalen gehört. Die Mühle steht unter Denkmalschutz.

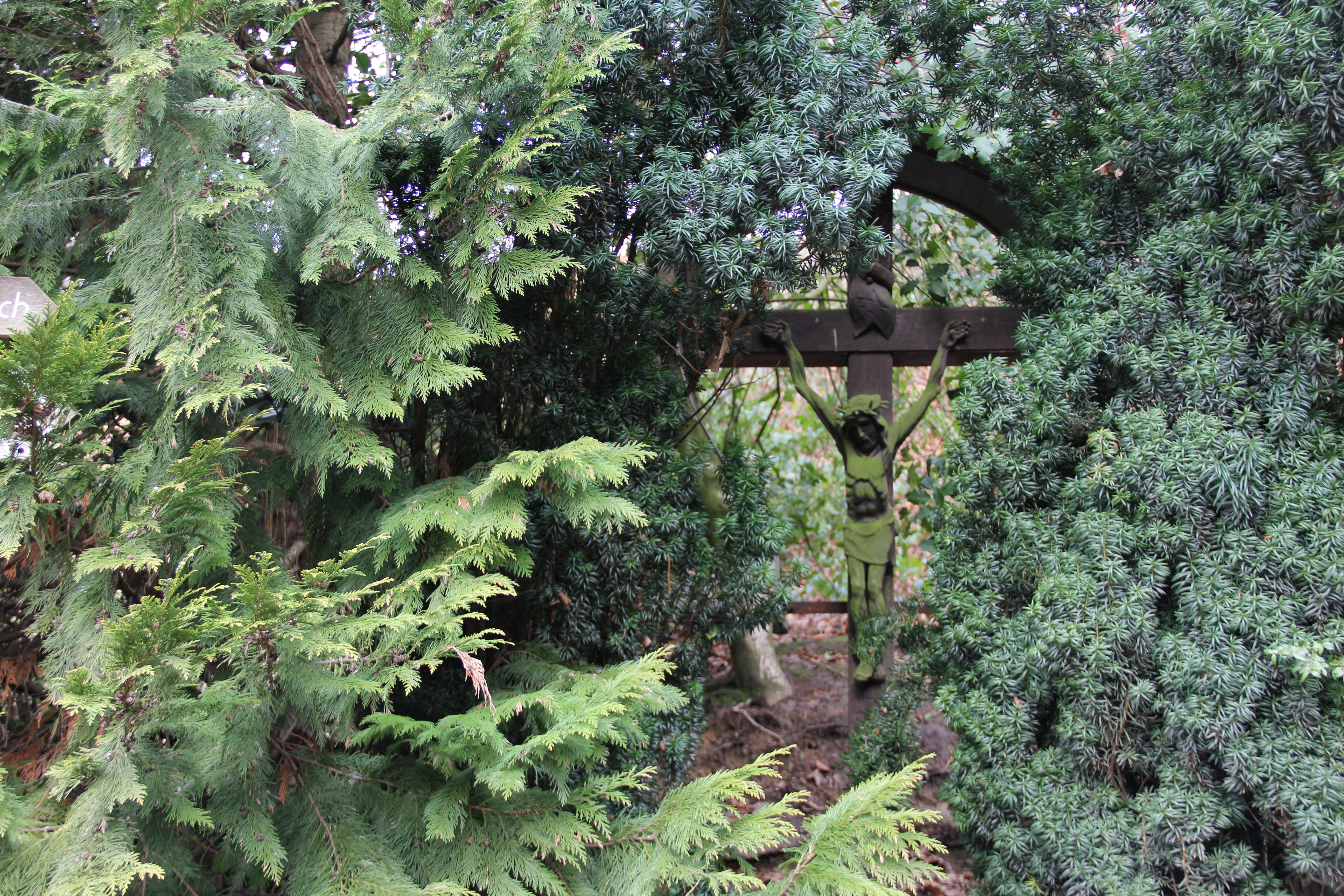
Wegekreuz versteckt in den Büschen

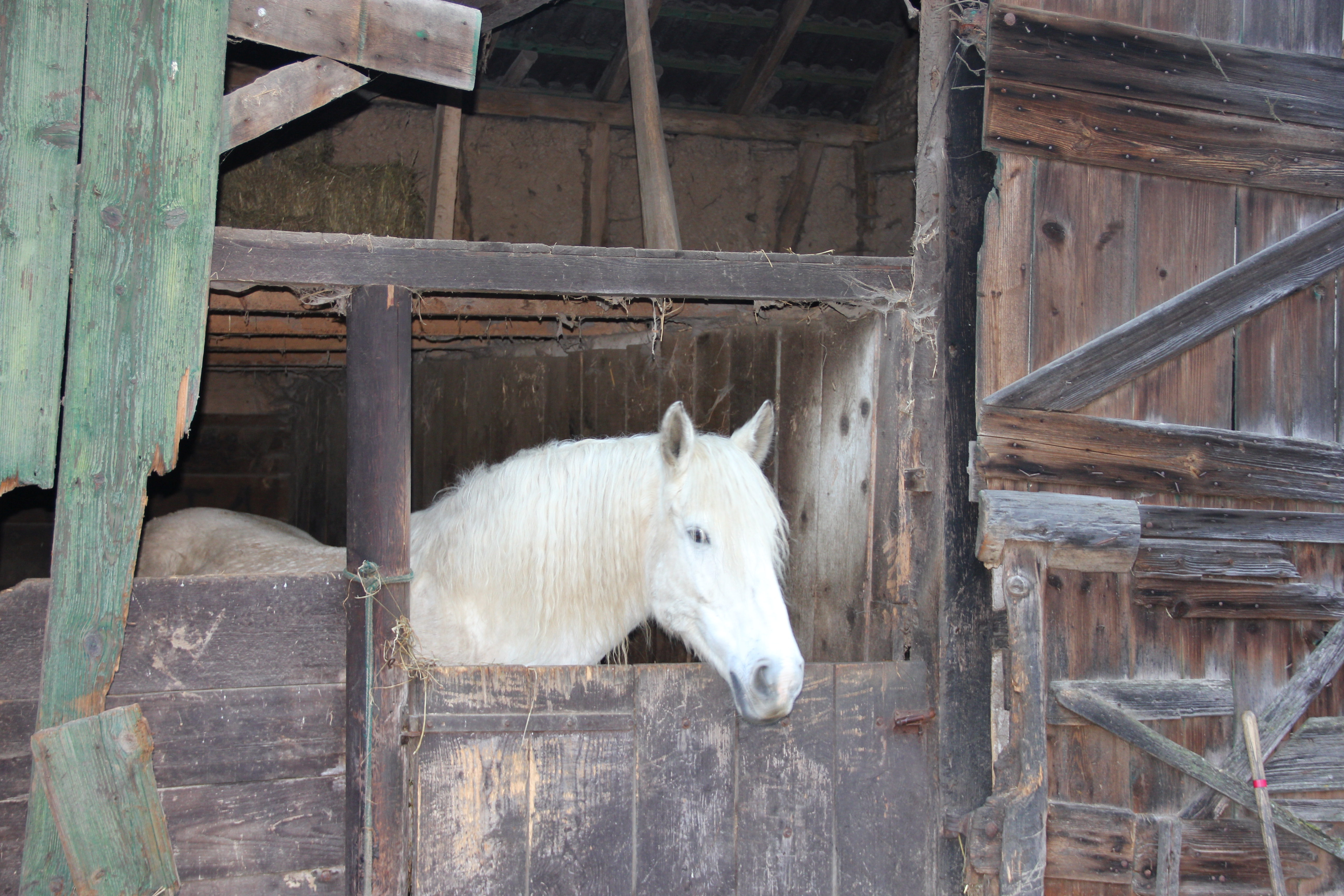
Ponyreiten, beliebt bei Kindern

## Geographie
Gammersbacher Mühle liegt im nordwestlichen Stadtgebiet von Lohmar. Umliegende Ortschaften und Weiler sind Knipscherhof im Norden, Gammersbach, Dachskuhl und Neuenhof im Nordosten, Muchensiefen im Osten, Hagerhof und Scheiderhöhe im Südosten, Klasberg im Süden, Körferhof (zu Rösrath) und Kellershohn im Südwesten, Rodderhof und Burg Schönrath im Nordwesten.
Der Gammersbach, ein orographisch linker Nebenfluss der Sülz, fließt durch den Ort Gammersbach hindurch. Das Wasser des Gammersbach treibt die immer noch intakte Gammersbacher Mühle an.
Die Gammersbacher Mühle liegt westlich der Landesstraße 84 und südöstlich der Kreisstraße 39.

## Geschichte
Die erste Erwähnung der Gammersbacher Mühle fällt in das Jahr 1613. Im Jahre 1885 hatte die Gammersbacher Mühle sechs Einwohner, die in einem Einzelhaus lebten.
Bis 1969 gehörte die Gammersbacher Mühle zu der bis dahin eigenständigen Gemeinde Scheiderhöhe.

## Sehenswertes
An der Gammersbacher Mühle steht etwas versteckt ein Wegekreuz aus Holz. Es trägt die Inschrift: „WANDERE UND BETE FÜR MICH - WIEDERUM KOMMT EIN ANDERER UND BETET FÜR DICH“.

## Wanderwege
Folgende Wanderwege führen an der Gammersbacher Mühle vorbei:
- Rundwanderweg „Bergischen Streifzug Nr. 18 / Bauernhofweg“[5]
- Fernwanderweg „Kölner Weg des Westerwaldvereins“[6]
- Fernwanderweg „<3 des Kölner Eifelvereins“[7]